# Lustra (gruppo musicale)
I Lustra sono un gruppo musicale pop punk statunitense fondato nel 1996.

## Storia
Nel 1996 il cantante Chris Baird e il batterista Nick Cloutman, che frequentavano la stessa scuola, decidono di formare una band; presto si uniscono a loro il fratello di Chris, Jon Baird, il suo amico Jason Adams, e Bruce Fulford. La band così formata prende il nome di Seventeen. Più avanti nel tempo la storia della band è caratterizzata da due importanti cambiamenti: il chitarrista Jon Baird lascia il gruppo, che cambia nome in Lustra.
La band diventa famosa con Scotty Doesn't Know, brano presente nella colonna sonora del film EuroTrip; il testo riprende il tema del film, ovvero Scotty, il protagonista, che viene tradito e lasciato dalla sua ragazza, Fiona (Kristin Kreuk). Nel film la band esegue il brano ad un party, ma il front-man del gruppo viene sostituito da Matt Damon.

## Formazione

### Formazione attuale
- Chris Baird – voce, basso (1997-presente)
- Gant Fink – batteria, percussioni (2011-presente)
- Nick Cloutman – chitarra, basso, cori (1997-presente)

### Ex componenti
- Jon Baird – chitarra (1997-2001)
- Jason Adams – chitarra (1997-2004)
- Bruce Fulford – batteria, percussioni (1999-2004)

## Discografia

### Album in studio
- 1998 – Breakfast at Tammy's
- 2001 – Bikini Pie Fight
- 2003 – Lustra
- 2006 – Left for Dead
- 2008 – What You Need & What You Get

### EP
- 1999 – Ransom Your Handsome
- 2009 – Comes in Threes